# Walther Schwieger

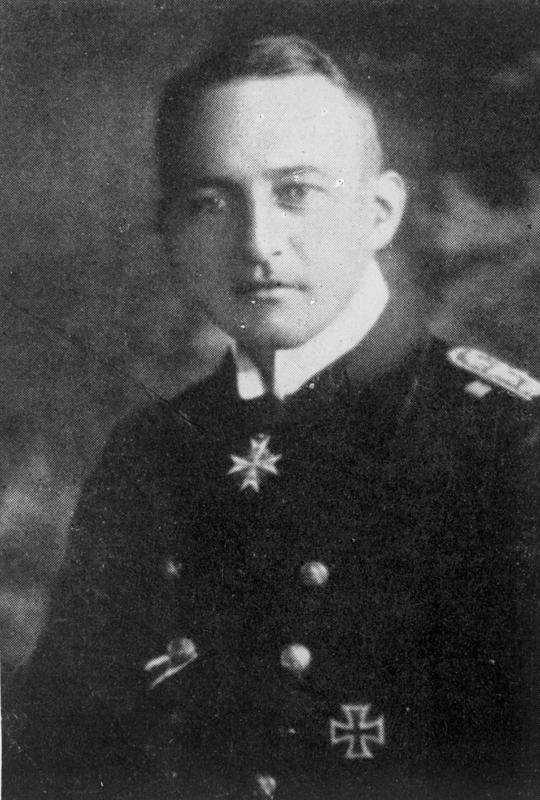
Walther Schwieger (1917).

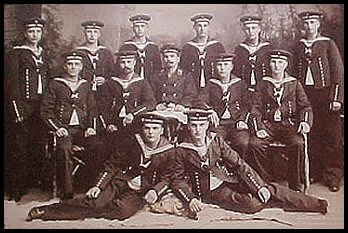
Walther Schwieger junto a su grupo de marinos.

Walther Schwieger (Berlín, 7 de abril de 1885-5 de septiembre de 1917) fue un marino de la armada imperial alemana, especialista en armas submarinas, se hizo famoso por el hundimiento del RMS Lusitania.

## Primeros años y carrera en la marina Imperial Alemana.
Walther Schwieger nace el 7 de abril de 1885 en Berlín, era parte de una acomodada familia de la alta nobleza alemana. En 1903 ingresa como Cadete a la edad de 18 años a la Kaiserliche Marine egresando como Alférez en 1904. En 1906 ingresa al academia de torpedos, una división de la marina y se especializa en esa arma. Entre 1907 y 1908 es ascendido a teniente y comanda botes torpederos, entre ellos el S-105 y el G-110. En 1908, es ascendido a teniente coronel y sirve a bordo del SMS Settin. En 1911 es trasladado a la fuerza de submarinos U-Boote Waffe. Entre 1911 y 1913 es teniente de puente en el U-14. En diciembre de 1914 se le da el mando del U-20.

## El hundimiento delLusitania
En abril de 1915 estando en patrullaje en la costa occidental de Irlanda, entre Galley Head y Fasnet hunde al Earl of Lathom a fuego de cañón, y ese mismo día hunde con dos torpedos al Centurión.
Al día siguiente frente al canal irlandés, ve pasar un buque de guerra a gran velocidad, le lanza un torpedo y no se oye ningún impacto, Schwieger cree que el torpedo ha errado el blanco, el buque sigue su destino, era el destructor inglés Juno.
Esa misma tarde torpedea y hunde al Candidate. Le queda un solo torpedo. Hasta el momento Schwieger considera exitosa su incursión y está pensando en regresar a la base. Decide esperar un día más.

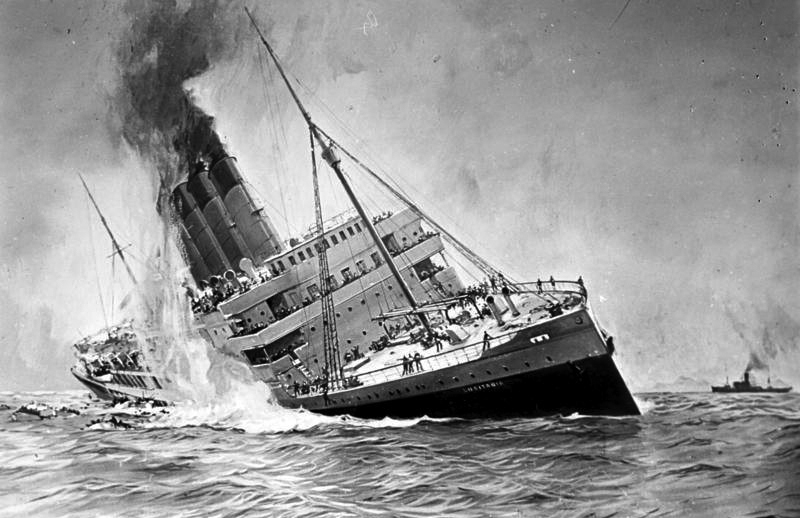
Hundimiento del Lusitania.

El 7 de mayo de 1915, a las 14:00 estando frente al promontorio de Kinsale, Schwieger redacta lo siguiente en su diario de a bordo:

-" Frente a nosotros aparecen cuatro chimeneas y dos mástiles..sigue curso vertical al nuestro virando desde Galley Head. El Barco parece ser un buque de pasajeros de grandes dimensiones"-.

A las 14:10 dispara el único torpedo que le quedaba desde 700 m, con la proa del U-20 apuntando a la costa, es un disparo limpio.
Schwieger observa lo siguiente en su periscopio....

-"alcanzado por el disparo en la banda de estribor detrás del puente. Se oye una detonación extraordinaria seguida de otra fuerte explosión y de una nube que se eleva. Debe de haber habido además de la explosión del torpedo otra cosa (caldera, carbón o pólvora)....La nave se detiene y se escora rápidamente. Al mismo tiempo, se hunde cada vez más a proa...

El impacto es tan fatal para la nave que Schwieger observa impactado el hundimiento y el caos colectivo desatado en sus cubiertas:

-" Parece que el barco permanecerá a flote muy poco tiempo...yo no podía disparar otro torpedo (no lo tenía) a esa masa humana tratando desesperadamente de salvarse a sí misma"-

Pierden la vida 1.192 personas entre ellas muchos norteamericanos.
Agotada su reserva de seis torpedos tipo G, regresa el 13 de mayo a Wilhelmshaven, y se entera de que se ha desatado una protesta internacional por dicho hundimiento; no obstante, el Kaiser le concede la medalla de Cruz de Hierro de Primera Clase.

## Fin del U 20 y de Schwieger

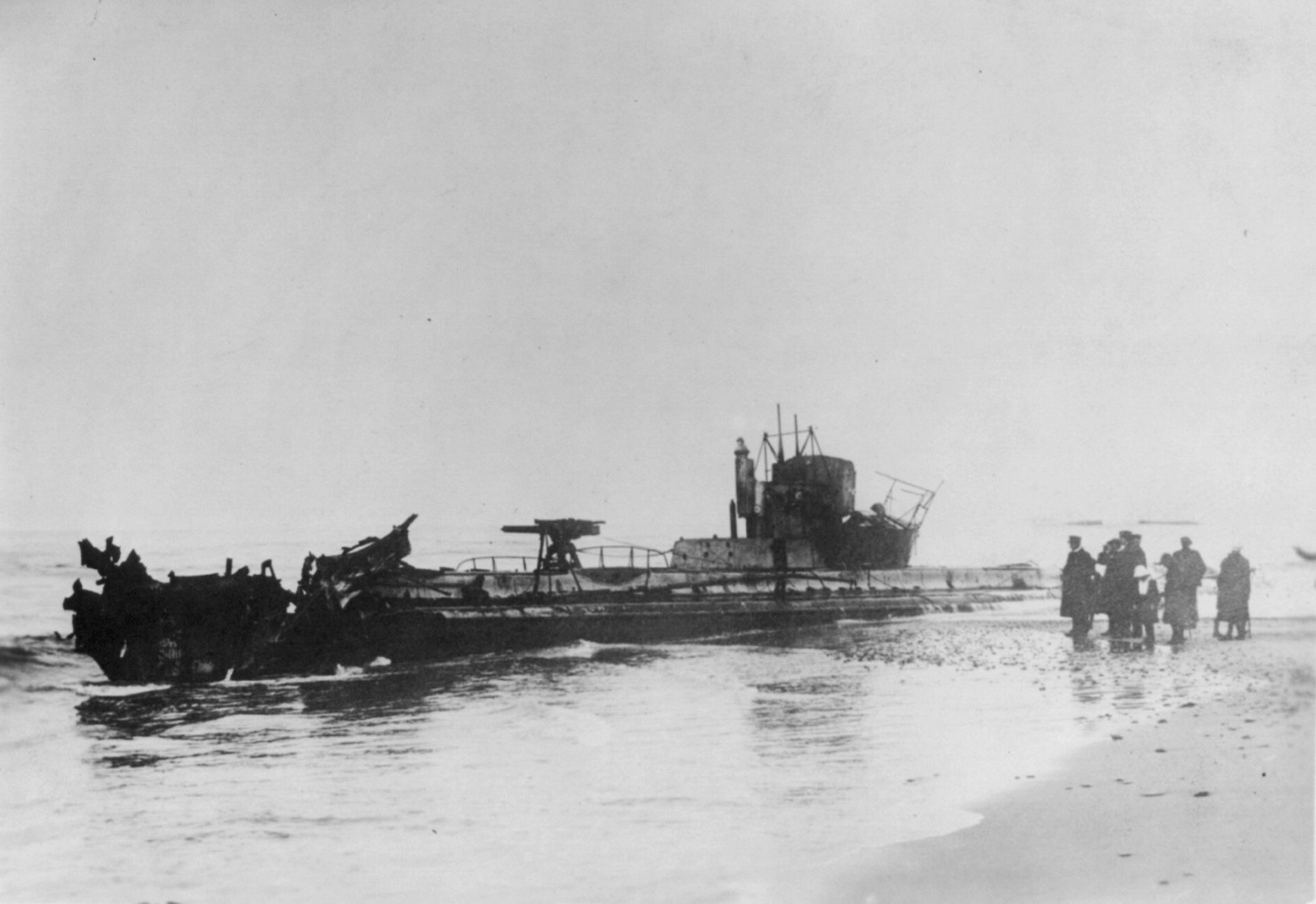
El submarino U 20 barrenado en costas danesas.

El 5 de noviembre de 1916, el U 20 encalló en las costas danesas, y Schwieger hizo detonar un torpedo en la proa del U- 20 para evitar que cayera intacto en manos enemigas.
El 30 de julio de 1917 recibió el galardón azul Medalla al Mérito por el tonelaje hundido.
El 5 de septiembre de 1917 estando al mando del U-88 se aprestaba a atacar a un supuesto barco mercante, era en realidad el buque HMS Stonecrop y huye de este, al realizar una inmersión de emergencia perseguido por este buque el U-88 choca con una mina submarina que el mismo HMS Stonecrop había lanzado días antes. No hubo supervivientes.

## Comentarios sobre la controversia del ataque al Lusitania

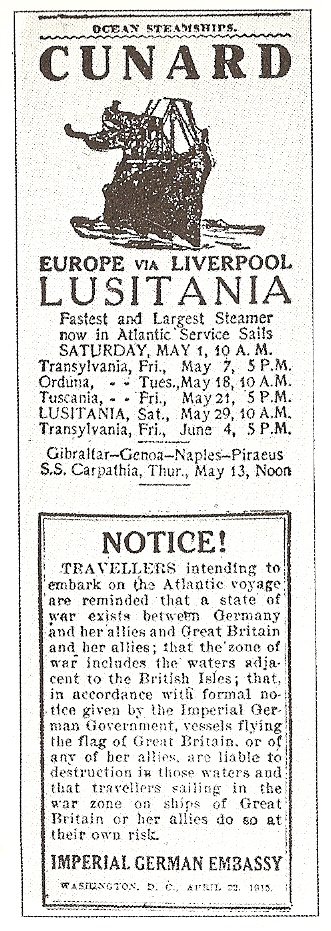
Aviso de advertencia publicado el 30 de abril de 1917 por Alemania.

Se ha catalogado a Schwieger como criminal de guerra en el tema del hundimiento del Lusitania. Sin embargo, las evidencias objetivas de los sucesos indican que Schwieger solo cumplió las estrictas instrucciones del Alto Mando Naval alemán.[cita requerida]
1. El 30 de abril se había publicado en los diarios americanos del riesgo de navegar por aguas consideradas territorios de guerra, en donde el gobierno alemán que no estaba en lo absoluto interesado en que hubiesen bajas neutrales había declarado abiertamente las zonas de exclusión.  Solo un tabloide publicó dicho aviso.
2. Con este aviso público y no conocido totalmente por los mismos pasajeros de Lusitania, el gobierno alemán se desentendía de la responsabilidad por este asunto, estando ya advertidas las partes.
3. Las órdenes de carga salidas a la luz años después, indicaban que el RMS-Lusitania transportaba munición. Estas órdenes fueron alteradas en las fechas del hundimiento para que dicha situación no se reflejara, pues hubiera demostrado que se jugaba con los pasajeros civiles en un barco con carga militar.
4. Este aviso coincidía con el zarpe del Lusitania. Schwieger ignoraba que el Lusitania se le cruzaría en su ruta, el almirantazgo inglés al mando del Primer Lord Winston Churchill no lo ignoraba, sabía de la existencia de la actividad de este submarino en particular y de la ruta seguida por el barco de pasajeros.
5. Aún con el peligro manifiesto, se ordenó al barco escolta dejarlo libre.
6. El capitán Turner del Lusitania fue pobremente informado de la actividad submarina en las costas irlandesas y los mensajes finales fueron contradictorios o difusos por alterar las instrucciones dadas por el mismo Almirantazgo. Lo objetivo es que Schwieger solo cumplió con su deber para con su país al atacar en aguas no-neutrales a un navío evidentemente enemigo.
7. El Lusitania no estaba pintado ni como barco hospital ni enarbolaba una bandera o símbolo de país neutral, perfectamente el Lusitania al navegar por esas aguas lo hacía aparecer como mercante enemigo o buque corsario armado.
8. Lo objetable de Schwieger es que no aplicó criterio al realizar el ataque, habiendo reconocido a su blanco como un buque de grandes dimensiones. No obstante, Schwieger se dio cuenta de la naturaleza del mismo solo cuando el buque se hundía.
9. Por último, tampoco prestó ninguna ayuda a los náufragos, como por ejemplo hizo el U-156 tras hundir al RMS-Laconia en la II GM.